# Karim Benzema
Karim Mostafa Benzema (em árabe: كريم حافظ مصطفى بن زيمة; Lyon, 19 de dezembro de 1987) é um futebolista francês de origem argelina que atua como centroavante. Atualmente joga no Al-Ittihad, da Arábia Saudita.
Descrito como um atacante criativo e prolífico, Benzema é considerado um dos maiores centroavantes de sua geração. É o segundo maior artilheiro da história do Real Madrid e o jogador com mais assistências na história do clube. Conquistou 23 títulos pela equipe merengue, incluindo cinco títulos da Liga dos Campeões da UEFA. Em 2022 recebeu o Ballon D'Or e o prêmio de Jogador do Ano da UEFA.
Nascido em Lyon, filho de pais argelinos, Benzema iniciou sua carreira no Lyon no ano de 2005. Quatro vezes campeão da Ligue 1, em 2008 foi eleito o Melhor Jogador do Campeonato Francês, além de ter sido o artilheiro da Ligue 1 de 2007–08. Em 2009, foi vendido para o Real Madrid por 35 milhões de euros – à época, o valor mais caro pago por um jogador francês na história. Formou, com Cristiano Ronaldo e Gareth Bale, o trio que ficou conhecido como "BBC" e que foi determinante para os quatro títulos europeus conquistados entre 2014 e 2018. Em 2022, já sem a companhia da dupla, Benzema foi artilheiro e sagrou-se campeão da Liga dos Campeões da UEFA, o seu quinto título europeu pelo Real Madrid.
Estreou pela Seleção Francesa em 2007, aos 19 anos. Marcou 37 gols em 97 jogos pelos Bleus e é o quinto maior artilheiro da história da França. O atacante causou controvérsia em novembro de 2015, após ter sido implicado em um episódio de chantagem com Mathieu Valbuena, seu então companheiro de Seleção. Com isso, passou cinco anos afastado e foi excluído do grupo que conquistou a Copa do Mundo de 2018, na Rússia, retornando apenas em maio de 2021, para a disputa da Euro 2020. Também foi convocado para a Copa do Mundo FIFA de 2022, mas nem sequer embarcou para o Catar por conta de uma lesão. Um dia após a final do mundial, o atacante anunciou a sua aposentadoria da Seleção.

## Carreira

### Lyon
Karim Benzema realizou sua estreia como profissional pelo Lyon no dia 15 de janeiro de 2005, durante a temporada 2004–05, em uma partida contra o Metz, entrando como um substituto aos 77 minutos de jogo. O Lyon venceu o jogo por 2–0, com Benzema fazendo a assistência no segundo gol marcado por Bryan Bergougnoux.
Cinco dias depois, ele assinou seu primeiro contrato profissional, firmando um acordo de três anos com o Lyon.. Ao longo da temporada, Benzema fez um total de 34 jogos, anotando seis gols, incluindo o seu primeiro gol como profissional no dia 6 de dezembro de 2005, na vitória por 2–1 contra o Rosenborg, da Noruega, em jogo válido pela Liga dos Campeões da UEFA. O atacante voltou a balançar as redes no dia 4 de março de 2006, na vitória fora de casa por 3–1 contra o Ajaccio, em jogo válido pela Ligue 1.

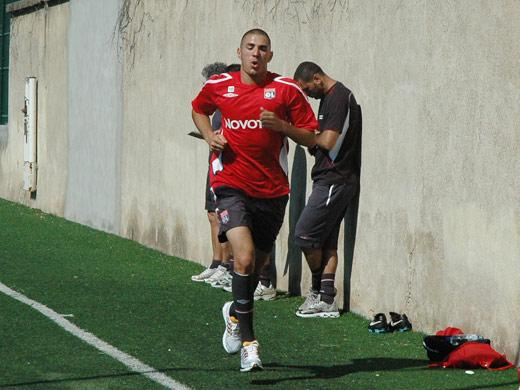
Benzema durante um treino pelo Lyon

Na temporada 2007–08, com as saídas de Florent Malouda, John Carew e Sylvain Wiltord, e com apenas 19 anos de idade, Benzema recebeu a camisa 10, e respondeu a altura com 31 gols em 51 jogos, ajudando o time tanto na Liga dos Campeões da UEFA, como na Ligue 1 e na Copa da França, tendo performances incríveis e marcando um gol contra o Lens, que foi nomeado o "Gol da Temporada" pelos torcedores. No dia 13 de março de 2008, Benzema renovou seu contrato com o Lyon até 2013 com opção de prorrogação por um ano. Após assinar seu novo contrato, passou a ter um dos maiores salários da França. Por seus esforços nessa temporada, ele não só foi selecionado para a Equipe do Ano na Ligue 1, como também foi eleito o Jogador do Ano na liga, e ainda foi premiado com o Troféu Buteur du Meilleur por ser o artilheiro da liga. Ele foi também selecionado pela revista francesa France Football para o prêmio Ballon d'Or de 2008, vencido por Cristiano Ronaldo.
Na temporada 2008–09, Benzema manteve a sua boa regularidade, marcando gols em todas as competições disputadas pelo Lyon, inclusive sendo um dos artilheiro da Liga dos Campeões da UEFA, marcando cinco gols ainda na fase de grupos, duas vezes contra o Steaua Bucareste, dois gols em duas partidas contra a Fiorentina e um gol contra os líderes do grupo, o Bayern de Munique. Porém, ao final da temporada, o Lyon acabou sem nenhum título, perdendo o Campeonato Francês para o Bordeaux, onde acabou em terceiro lugar, a Copa da França e a Liga dos Campeões da UEFA, onde foram eliminados nas oitavas-de-final frente ao Barcelona, que viria a ser campeão do torneio continental.

### Real Madrid
Em 1 de julho de 2009, foi anunciado que o Lyon havia chegado a um acordo com o clube espanhol Real Madrid para a transferência de Benzema. A taxa de transferência foi fixada com o preço de 35 milhões de euros, com a taxa de aumento para até 41 milhões de acordo com seu desempenho. No dia 9 de julho, o jogador passou com êxito pelos exames médicos e assinou seu contrato, um acordo de seis anos, naquela tarde. Ainda neste mesmo dia, o francês foi apresentado oficialmente como jogador do Real Madrid no Estádio Santiago Bernabéu, à semelhança das outras grandes contratações anteriores de Kaká e Cristiano Ronaldo.
O atacante realizou sua estreia pelo Real Madrid no dia 20 de julho, durante a pré-temporada, em um amistoso contra o Shamrock Rovers, da Irlanda, em Dublin, entrando como um substituto no intervalo. Benzema marcou o único gol da partida na magra vitória de 1–0 do clube, aos 87 minutos de jogo. Sua estreia na La Liga aconteceu no dia 29 de agosto, contra o Deportivo La Coruña. O jogador marcou seu primeiro gol oficial pelo Real no dia 20 de setembro, na goleada em casa por 5–0 contra o recém promovido Xerez.

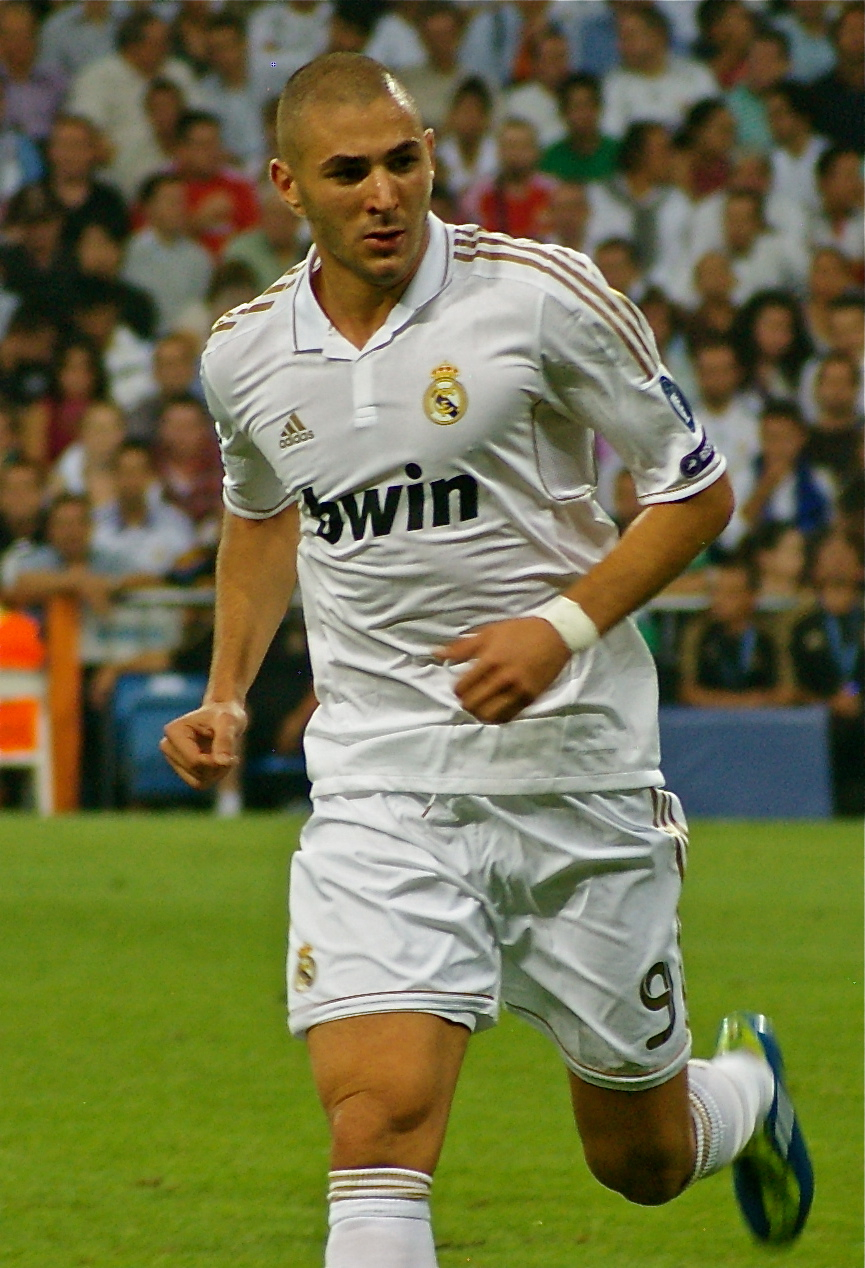
Benzema em 2011 pelo Real

A temporada 2010–11 começou lentamente para Benzema, com ele sendo utilizado principalmente como reserva nas primeiras partidas. No entanto, devido a uma grave lesão de Gonzalo Higuaín, titular da posição, e a falta de atacantes na equipe principal, o francês recebeu mais oportunidades com o treinador José Mourinho. Em 4 de dezembro de 2010, marcou um hat-trick na vitória por 4–0 sobre o Auxerre, em jogo válido pela Liga dos Campeões da UEFA, com o primeiro deles sendo o de número 300 do Real Madrid na história da Liga dos Campeões. Seu segundo hat-trick pelo clube veio no dia 22 de dezembro, em uma sonora goleada de 8–0 sobre o Levante, válida pela Copa do Rei. Em 22 de fevereiro de 2011, num jogo contra o seu ex-clube, o Lyon, Benzema marcou um belíssimo gol que abriu o placar no empate por 1–1 realizado no Stade de Gerland, em jogo válido pelas oitavas de final da Liga dos Campeões. O atacante francês marcou após apenas 40 segundos em campo, entrando como substituto de Emmanuel Adebayor aos 17 minutos do segundo tempo. Na jogada, ele fintou três jogadores adversários e finalizou entre as pernas do goleiro Hugo Lloris. Benzema preferiu não comemorar este gol pelo fato de estar enfrentando o clube que o revelou.
O Real terminou eliminado da Champions League nas semifinais, frente ao arquirrival Barcelona, perdendo por 2–0 em pleno Santiago Bernabéu e empatando em 1–1 no Camp Nou. Benzema finalizou a temporada com a marca de 26 gols em 48 jogos, sendo 15 gols em 33 jogos pela La Liga, a maioria deles entrando como substituto.

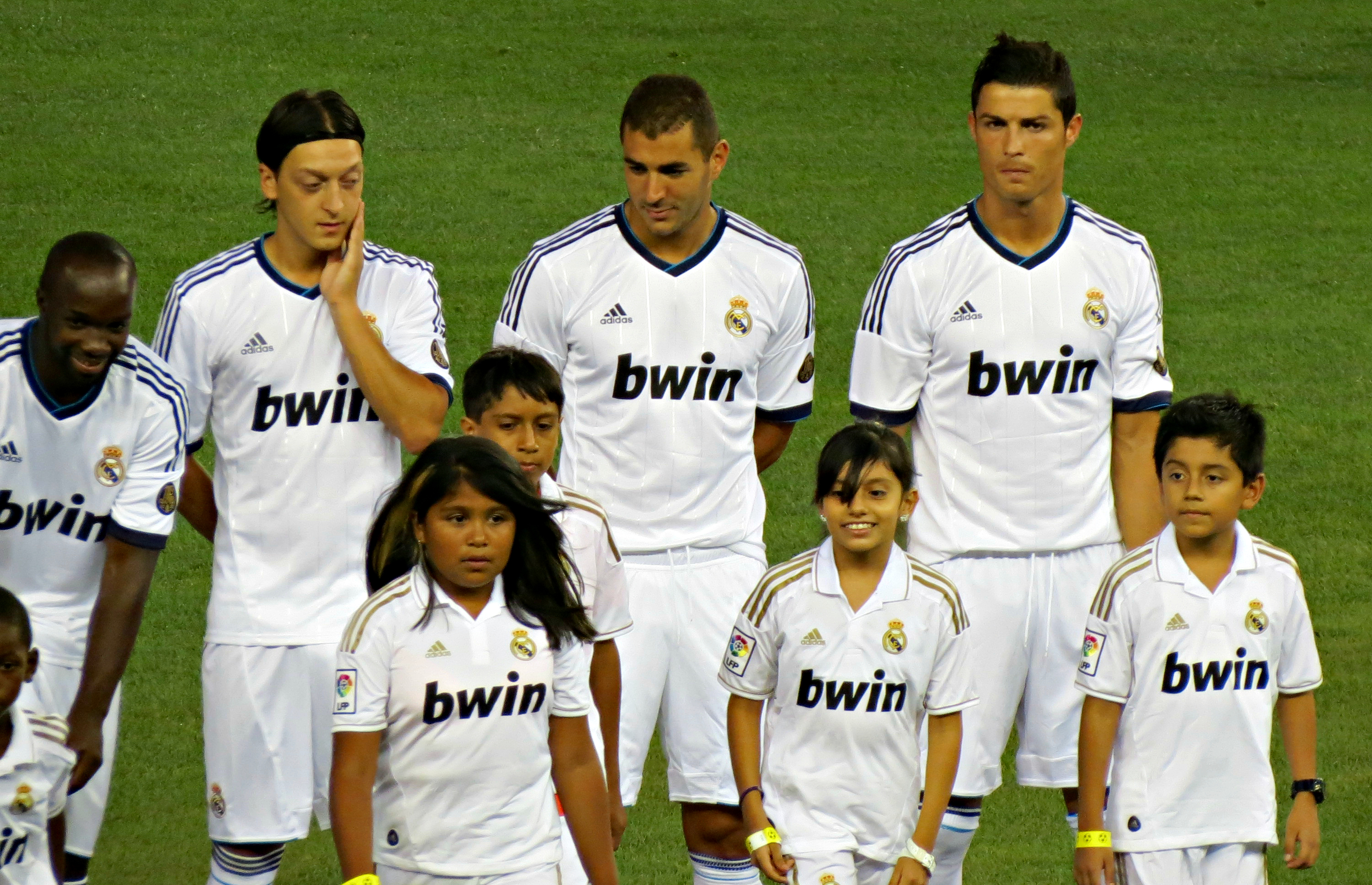
Benzema em 2012 ao lado de Özil, Diarra e Cristiano Ronaldo

No dia 18 de setembro de 2012, Benzema teve boa atuação e marcou contra o Manchester City na vitória por 3–2, em jogo válido pela primeira rodada da fase de grupos da Liga dos Campeões da UEFA. Já no dia 3 de outubro, marcou um golaço de bicicleta contra o Ajax, fora de casa, após ter recebido lançamento de Kaká. Na ocasião, sua equipe goleou a equipe holandesa por 4–1. Coroou o seu bom 2012 sendo eleito o Jogador Francês do Ano, recebendo o prêmio da revista France Football no dia 18 de dezembro.
Marcou um gol contra o Sevilla no dia 9 de fevereiro de 2013, em casa, na goleada por 4–1. No mesmo mês o atacante envolveu-se numa polêmica após ter sido flagrado dirigindo a 216 km/h em Pozuelo, na estrada onde o limite era 100 km/h. Segundo o jornal El País, o veículo de Benzema foi fotografado por uma câmera de tráfego próximo ao condomínio La Finca, onde vive boa parte do elenco do Real Madrid.
Voltou a balançar as redes na segunda vitória do Real Madrid sobre o Barcelona, por 2–1, desta vez válida pela La Liga. O atacante marcou novamente no dia 16 de março, na goleada em casa por 5–2 contra o Mallorca. Já no dia 3 de abril, Benzema fez o segundo na vitória por 3–0 sobre o Galatasaray, válida pela Liga dos Campeões da UEFA. Em 20 de abril, fez um gol na vitória do Real Madrid por 3–1 sobre o Betis válida pela La Liga. Na segunda partida contra o Borussia Dortmund, pela Liga dos Campeões, o atacante marcou um dos gols na vitória por 2–0, mas o Real acabou eliminado da competição após perder a primeira partida por 4–1.
Em maio, Benzema passou a ser alvo de notícias que indicavam a sua saída do clube espanhol. A possibilidade do atacante ser utilizado como moeda de troca pelo Real Madrid foi descartada pelo agente do jogador. Segundo Karim Djaziri, o jogador não deixaria o Real na próxima janela de transferências, mesmo com a Juventus sendo apontada pela imprensa espanhola como um dos possíveis destinos de Benzema.
| “                                        | Eu já disse isso antes e vou repetir que Benzema não está de saída do Real Madrid. A possível saída de Mourinho não muda nada. Uma transferência está fora de questão. | ” |
| — Karim Djaziri, representante do atleta | |   |

Após ficar fora por alguns jogos, o atacante retornou no dia 8 de maio, marcando um gol na goleada por 6–2 sobre o Málaga válida pela La Liga. Benzema balançou as redes novamente na última rodada da competição, no dia 1 de junho, marcando um dos gols e dando uma assistência na vitória por 4–2 sobre o Osasuna.

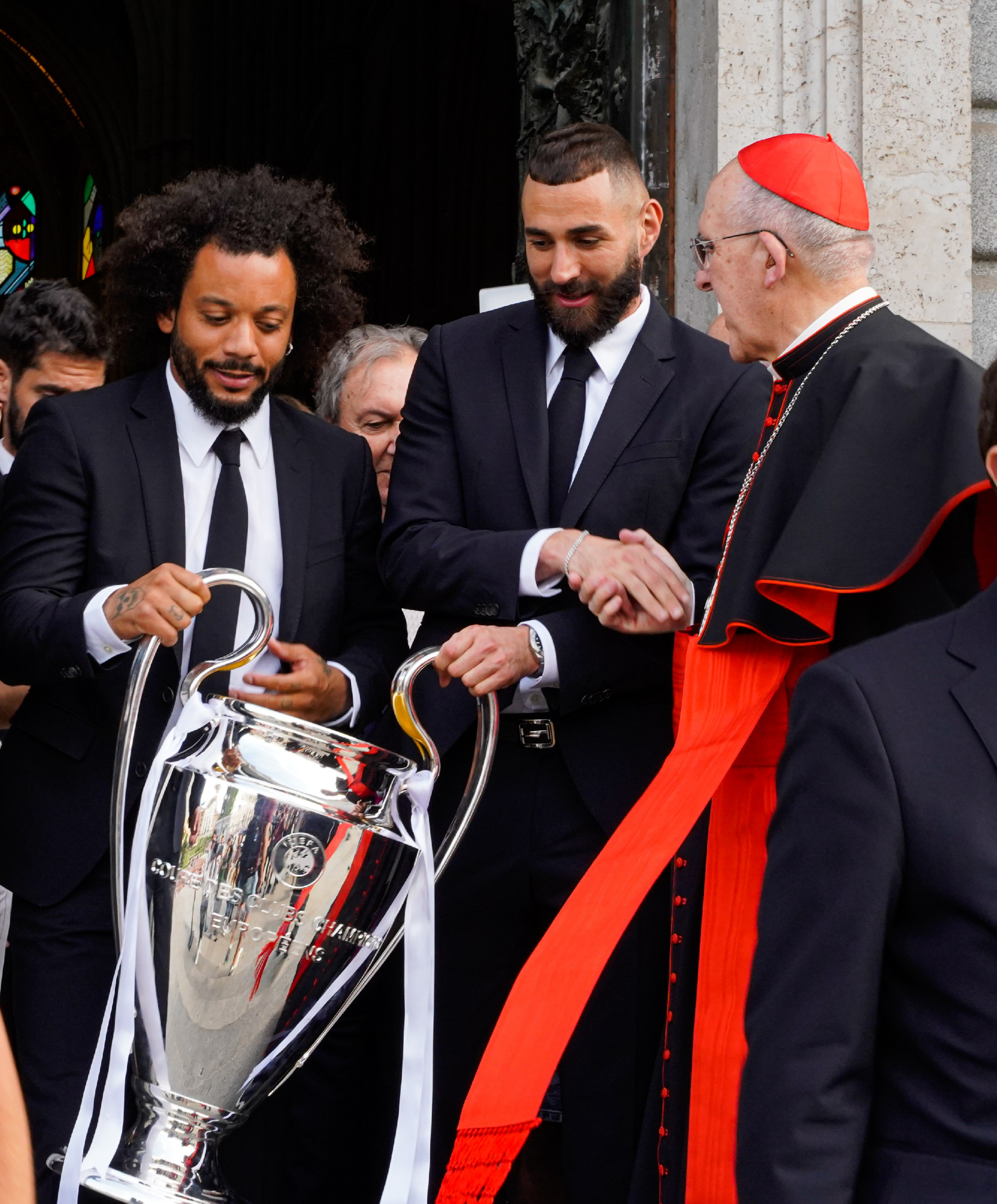
Marcelo, Benzema e Carlos Osoro Sierra com o troféu da Champions League de 2022

#### La décima
Benzema foi fundamental junto com Cristiano Ronaldo e Gareth Bale na conquista da tão sonhada La décima (10ª Liga dos Campeões da UEFA). O trio conhecido como trio "BBC" foi o ataque mais goleador da Europa, e Benzema foi fundamental na semifinal contra o Bayern de Munique, marcando o único gol da primeira partida no Estádio Santiago Bernabéu.

#### Bola de Ouro
Em 17 de outubro de 2022, recebeu o prêmio Ballon d'Or dado pela revista France Football ao melhor jogador do mundo na temporada 2021–22. O atacante francês superou nomes como Sadio Mané, Kevin De Bruyne, Robert Lewandowski e Mohamed Salah.

#### 2023
Marcou seu primeiro gol em 2023 no dia 7 de janeiro, na derrota por 2–1 para o Villarreal, em jogo válido pela La Liga. Já no dia 14 de janeiro, Benzema foi um dos anunciados pela FIFA como concorrente ao prêmio de melhor jogador do mundo, o The Best. Em 10 de fevereiro, Benzema foi anunciado como um dos três finalistas do prêmio FIFA The Best, ao lado de Kylian Mbappé e Lionel Messi.
O atacante francês teve grande atuação no dia 2 de abril, marcando seu primeiro hat-trick na temporada numa goleada por 6–0 contra o Valladolid, válida pela La Liga. Voltou a brilhar três dias depois, na Copa do Rei, dessa vez numa arrasadora vitória por 4–0 contra o rival Barcelona. Benzema anotou mais um hat-trick e ainda quebrou uma marca de 60 anos: tornou-se o primeiro jogador merengue a marcar três gols no Camp Nou desde Ferenc Puskás, em 1963.
Apesar de ter convivido com problemas físicos na temporada 2022–23, o atacante merengue encerrou a temporada com bons números: disputou 42 partidas, marcou 30 gols e deu seis assistências.
No dia 4 de junho, o Real Madrid anunciou nas redes sociais o fim do vínculo com Karim Benzema. O centroavante, que atuou por 14 temporadas pelo clube, é o francês recordista de títulos pelo Real, com 25 troféus. Em sua despedida pelo clube, o Real Madrid ficou no empate por 1–1 com o Athletic Bilbao, no Santiago Bernabéu, pela última rodada da La Liga. Karim teve boa atuação em seu último ato, marcando um gol e confirmando a vice-liderança para a equipe merengue. No total pelo clube espanhol, Benzema realizou 648 jogos, marcou 354 gols, deu 165 assistências e conquistou cinco vezes a Liga dos Campeões da UEFA.

### Al-Ittihad
No dia 6 de junho de 2023, Benzema foi anunciado oficialmente pelo Al-Ittihad, da Arábia Saudita. Com contrato até 2026, o jogador receberá, de acordo com a imprensa europeia, um salário por volta de 100 a 200 milhões de euros. Durante a apresentação, o atacante afirmou estar animado para experimentar uma nova liga em um país diferente. Benzema declarou também:
| “ | O Al-Ittihad tem uma história incrível, torcedores incrivelmente apaixonados e grandes ambições no futebol para ser uma força na Ásia depois de ganhar a liga. É uma novo desafio para mim, uma nova vida e mal posso esperar para começar a treinar. Vou fazer de tudo para ganhar troféus, fazer gols, mostrar meu talento e satisfazer os torcedores, o clube e o presidente. | ” |

Estreou pelo clube no dia 27 de julho, contra o Espérance, da Tunísia, em partida válida pela primeira rodada da fase de grupos da Liga dos Campeões Árabes. Com boa atuação, o atacante marcou seu primeiro gol pela equipe e ainda deu uma assistência na vitória de virada por 2–1.
Em 10 de novembro, Benzema anotou um triplete na vitória sobre o Abha por 4–2, pela 13ª rodada do Campeonato Saudita.

## Seleção Nacional
Benzema iniciou sua carreira na Seleção Francesa em 2004, sendo campeão do Campeonato Europeu Sub-17. Posteriormente o atacante teve mais passagens por Seleções de base da França. O atacante optou em jogar pela França ao invés da Argélia em 2006, afirmando que a Argélia era o país de seus pais e estava em seu coração, mas que no futebol iria jogar pela sua terra natal, a França. Benzema mostrava que tinha talento para ser o próximo ídolo do futebol francês, depois de Michel Platini e Zinédine Zidane.

### Eurocopa de 2008

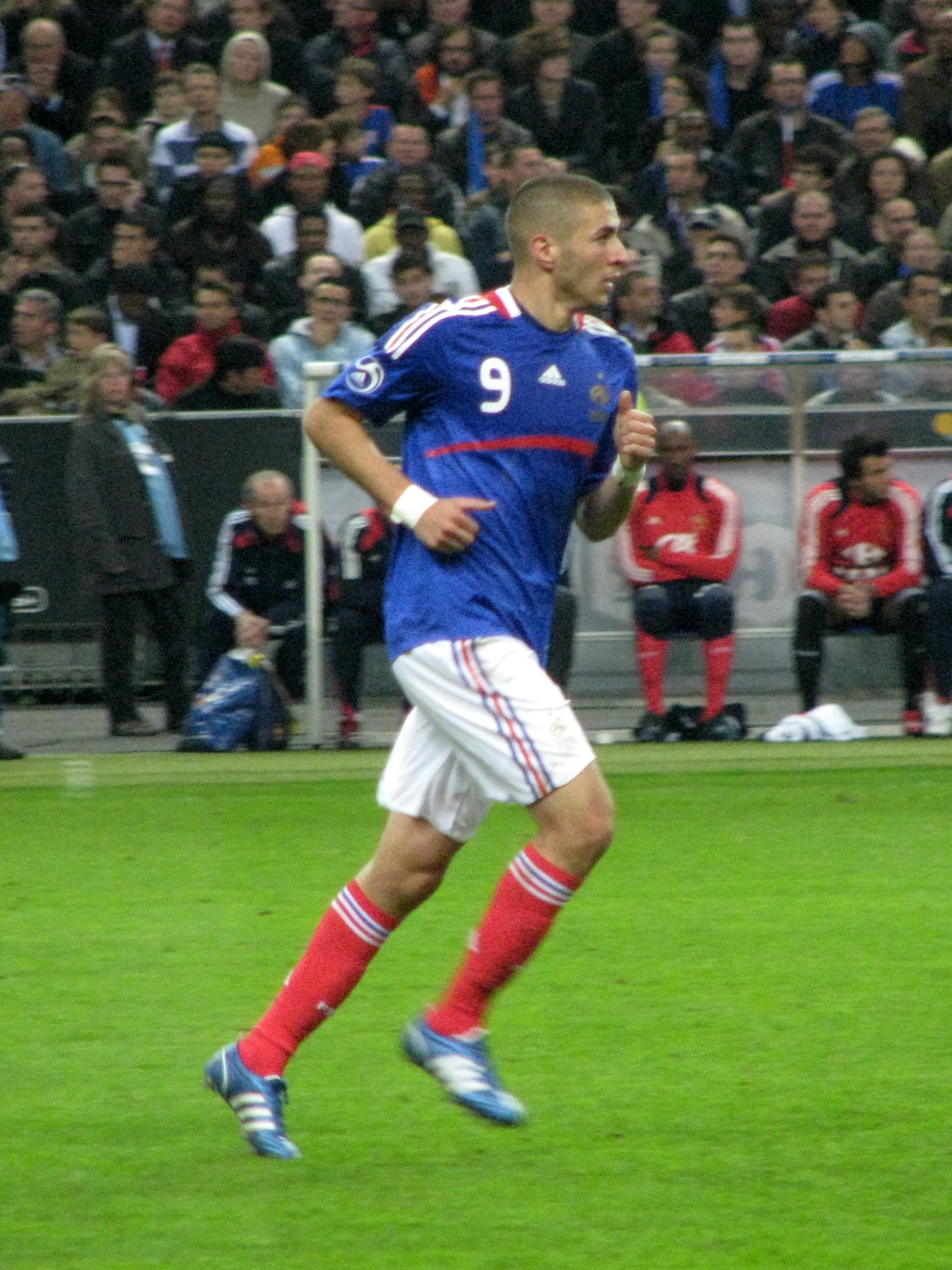
Benzema pela Seleção Francesa em abril de 2008

Pela Seleção Francesa principal, seu primeiro torneio foi a Euro 2008, quando foi convocado por Raymond Domenech. Entretanto, os Bleus obtiveram resultados frustrantes no torneio, sendo eliminados ainda na primeira fase.

### Copa do Mundo de 2010
Na Copa do Mundo FIFA de 2010, realizada na África do Sul, Benzema acabou ficando de fora dos 23 convocados, fato que originou muitas críticas a Domenech, que terminou demitido logo após o Mundial. Sob o comando do novo técnico, Laurent Blanc, o atacante passou a ser frequentemente convocado. Num amistoso contra o Brasil, realizado em 9 de fevereiro de 2011 no Stade de France, Benzema foi o autor do único gol que decretou a vitória dos franceses, antigos algozes dos brasileiros.

### Eurocopa de 2012

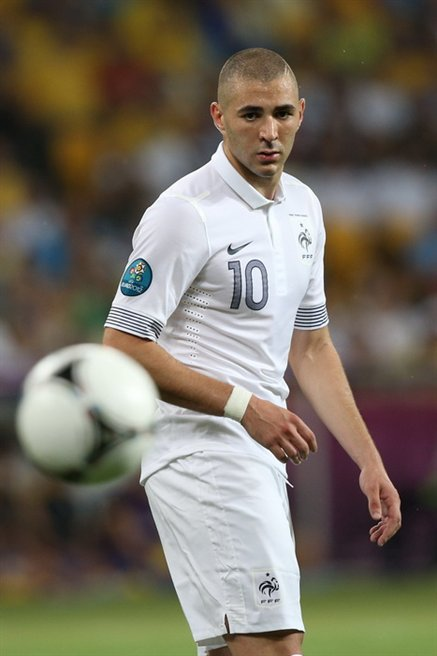
Benzema atuando contra a Suécia na Euro 2012

Posteriormente fez parte também do elenco francês na Euro 2012, sendo um dos 23 convocados por Laurent Blanc. Os Bleus acabaram eliminados ainda nas quartas de final, derrotados por 2–0 pela então atual campeã Espanha, que conquistou o bicampeonato.

### Eliminatórias da Copa 2014
Em 23 de março de 2013, depois de passar em branco no confronto dos franceses diante da Geórgia, pelas Eliminatórias para a Copa do Mundo FIFA de 2014, Benzema foi chamado por Raymond Domenech, ex-polêmico treinador dos Bleus, de "inútil".

### Copa do Mundo de 2014
Na Copa do Mundo FIFA de 2014, realizada no Brasil, a França entrou desacreditada por ter conseguido a classificação somente na repescagem. Além disso, os Bleus não puderam contar com seu principal jogador, Frank Ribéry, que não foi convocado por conta de uma lombalgia. Assim, coube a Benzema comandar a boa campanha francesa durante a primeira fase, marcando dois gols no dia 15 de junho, na estreia com direito a vitória por 3–0 contra Honduras. O atacante voltou a balançar as redes no jogo seguinte, no dia 20 de junho, na goleada por 5–2 sobre a Suíça, realizada no Estádio Beira-Rio. Apesar de ter avançado como primeira do Grupo E e ainda ter passado pela Nigéria nas oitavas de final, a França acabou sendo eliminada no dia 4 de julho, após perder de 1–0 para a Alemanha no Maracanã.

### Caso Valbuena
Em 5 de novembro de 2015, Benzema foi acusado formalmente pelo poder judiciário francês por associação criminosa, cobrando valores em dinheiro para não divulgar vídeo com conteúdo erótico de Mathieu Valbuena, seu companheiro de Seleção Francesa. Desde então, o jogador não foi mais convocado. A restrição judicial de manter contato com Valbuena foi cancelada em março de 2016, viabilizando a atuação de ambos. Mesmo assim, autoridades do governo francês como o Ministro do Esporte Patrick Kanner e o Primeiro-ministro Manuel Valls manifestaram-se contrários ao retorno de Benzema à Seleção.
Em 13 de abril, Benzema divulgou em sua conta no Twitter que não disputaria a Euro 2016, fato em seguida confirmado em comunicado da Federação Francesa de Futebol. O presidente desta, Noël Le Graët e o treinador da equipe Didier Deschamps, levaram em conta outros critérios, além do técnico, como a conduta exemplar, para não convocar Benzema.

### Eurocopa de 2021
Por conta da polêmica com Valbuena que culminou no seu afastamento da Seleção, o atacante só voltou a ser convocado pela França no dia 18 de maio de 2021, após cinco anos e meio da sua última convocação. Benzema foi um dos 26 chamados para a disputa da Euro 2020, realizada em 2021 devido à pandemia de COVID-19.

### Copa do Mundo de 2022
Presente na lista dos 26 convocados por Deschamps para a Copa do Mundo FIFA de 2022, Benzema voltaria a disputar um mundial depois de oito anos. No entanto, após sofrer uma lesão no quadríceps no primeiro treino da equipe no Catar, o atacante foi cortado do grupo e abriu mão de sua vaga. Emocionado, ele postou uma mensagem em sua conta no Instagram:
| “ | Na minha vida eu nunca desisto, mas esta noite eu tenho que pensar no time, como sempre fiz. Por isso, a razão me diz para deixar o meu lugar para alguém que possa ajudar o time a fazer uma grande Copa do Mundo. Obrigado por todas as mensagens de apoio. | ” |

### Aposentadoria
Em 19 de dezembro de 2022, no dia do seu aniversário de 35 anos, Benzema anunciou de forma definitiva a sua aposentadoria da Seleção Francesa.

## Estatísticas
Atualizadas até 28 de agosto de 2023

### Clubes
| Equipe            | Temporada         | Campeonato nacional | Campeonato nacional | Campeonato nacional | Copas nacionais | Copas nacionais | Copas nacionais | Competições internacionais¹ | Competições internacionais¹ | Competições internacionais¹ | Total | Total | Total   |
| Equipe            | Temporada         | Jogos               | Gols                | Assist.             | Jogos           | Gols            | Assist.         | Jogos                       | Gols                        | Assist.                     | Jogos | Gols  | Assist. |
| ----------------- | ----------------- | ------------------- | ------------------- | ------------------- | --------------- | --------------- | --------------- | --------------------------- | --------------------------- | --------------------------- | ----- | ----- | ------- |
| Lyon              | 2004–05           | 6                   | 0                   | 1                   | 0               | 0               | 0               | 0                           | 0                           | 0                           | 6     | 0     | 1       |
| Lyon              | 2005–06           | 13                  | 1                   | 4                   | 2               | 2               | 0               | 1                           | 1                           | 0                           | 16    | 4     | 4       |
| Lyon              | 2006–07           | 21                  | 5                   | 5                   | 3               | 1               | 0               | 3                           | 2                           | 0                           | 27    | 8     | 5       |
| Lyon              | 2007–08           | 36                  | 20                  | 9                   | 9               | 7               | 1               | 7                           | 4                           | 2                           | 52    | 31    | 12      |
| Lyon              | 2008–09           | 36                  | 17                  | 4                   | 3               | 1               | 0               | 8                           | 5                           | 1                           | 47    | 23    | 5       |
| Lyon              | Total             | 112                 | 43                  | 23                  | 17              | 11              | 1               | 19                          | 12                          | 3                           | 148   | 66    | 27      |
| Real Madrid       | 2009–10           | 27                  | 8                   | 5                   | 1               | 0               | 0               | 5                           | 1                           | 1                           | 33    | 9     | 6       |
| Real Madrid       | 2010–11           | 33                  | 15                  | 6                   | 7               | 5               | 2               | 8                           | 6                           | 1                           | 48    | 26    | 9       |
| Real Madrid       | 2011–12           | 34                  | 21                  | 11                  | 7               | 4               | 3               | 11                          | 7                           | 5                           | 52    | 32    | 19      |
| Real Madrid       | 2012–13           | 30                  | 11                  | 13                  | 10              | 4               | 3               | 10                          | 5                           | 5                           | 50    | 20    | 21      |
| Real Madrid       | 2013–14           | 35                  | 17                  | 10                  | 6               | 2               | 1               | 11                          | 5                           | 5                           | 52    | 24    | 16      |
| Real Madrid       | 2014–15           | 29                  | 15                  | 11                  | 5               | 0               | 1               | 12                          | 7                           | 3                           | 46    | 22    | 15      |
| Real Madrid       | 2015–16           | 27                  | 24                  | 8                   | —               | —               | —               | 9                           | 4                           | 0                           | 36    | 28    | 8       |
| Real Madrid       | 2016–17           | 29                  | 11                  | 5                   | 3               | 1               | 1               | 16                          | 7                           | 2                           | 48    | 19    | 8       |
| Real Madrid       | 2017–18           | 32                  | 5                   | 11                  | 3               | 2               | 0               | 12                          | 5                           | 0                           | 47    | 12    | 11      |
| Real Madrid       | 2018–19           | 36                  | 21                  | 7                   | 6               | 4               | 1               | 11                          | 5                           | 3                           | 53    | 30    | 11      |
| Real Madrid       | 2019–20           | 37                  | 21                  | 8                   | 3               | 1               | 1               | 8                           | 5                           | 2                           | 48    | 27    | 11      |
| Real Madrid       | 2020–21           | 34                  | 23                  | 9                   | 2               | 1               | 0               | 10                          | 6                           | 0                           | 46    | 30    | 9       |
| Real Madrid       | 2021–22           | 32                  | 27                  | 12                  | 2               | 2               | 1               | 12                          | 15                          | 2                           | 46    | 44    | 15      |
| Real Madrid       | 2022–23           | 25                  | 19                  | 3                   | 6               | 6               | 0               | 12                          | 6                           | 2                           | 43    | 31    | 5       |
| Real Madrid       | Total             | 440                 | 238                 | 119                 | 61              | 32              | 14              | 147                         | 84                          | 31                          | 648   | 354   | 164     |
| Al-Ittihad        | 2023–24           | 4                   | 1                   | 2                   | 0               | 0               | 0               | 4                           | 3                           | 1                           | 8     | 4     | 3       |
| Al-Ittihad        | Total             | 4                   | 1                   | 2                   | 0               | 0               | 0               | 4                           | 3                           | 1                           | 8     | 4     | 3       |
| Total na carreira | Total na carreira | 556                 | 282                 | 144                 | 78              | 43              | 15              | 170                         | 99                          | 35                          | 804   | 424   | 194     |

¹Em competições internacionais, incluindo a Liga dos Campeões da UEFA, Supercopa da UEFA, Liga dos Campeões Árabes e a Copa do Mundo de Clubes da FIFA.

### Seleção Francesa
| Ano   |       |      |
| Ano   | Jogos | Gols |
| ----- | ----- | ---- |
| 2007  | 8     | 3    |
| 2008  | 11    | 2    |
| 2009  | 8     | 3    |
| 2010  | 5     | 3    |
| 2011  | 10    | 2    |
| 2012  | 12    | 2    |
| 2013  | 10    | 3    |
| 2014  | 13    | 7    |
| 2015  | 4     | 2    |
| 2021  | 13    | 9    |
| 2022  | 3     | 1    |
| Total | 97    | 37   |

## Títulos
Lyon
- Ligue 1: 2004–05, 2005–06, 2006–07 e 2007–08
- Supercopa da França: 2006 e 2007
- Copa da França: 2007–08

Real Madrid
- Copa do Rei: 2010–11, 2013–14 e 2022–23
- La Liga: 2011–12, 2016–17, 2019–20 e 2021–22
- Supercopa da Espanha: 2012, 2017 e 2021–22
- Liga dos Campeões da UEFA: 2013–14, 2015–16, 2016–17, 2017–18 e 2021–22
- Supercopa da UEFA: 2014, 2016, 2017 e 2022
- Copa do Mundo de Clubes da FIFA: 2014, 2016, 2017, 2018 e 2022

Al-Ittihad
- Campeonato Saudita: 2024–25[60]
- Copa do Rei: 2024–25[61]

Seleção Francesa
- Campeonato Europeu Sub-17: 2004[62]
- Liga das Nações da UEFA: 2020–21[63]

### Prêmios individuais
- Trofeo Bravo: 2008[carece de fontes?]
- Jogador Francês do Ano: 2011, 2012, 2014 e 2021[carece de fontes?]
- Troféu Alfredo Di Stéfano: 2019–20[64]
- Onze d'Or: 2020–21 e 2021–22[65][66]
- Melhor Jogador do Real Madrid na Temporada: 2021–22[carece de fontes?]
- Melhor Jogador do Mundo pelo Marca: 2022[67]
- Melhor Jogador de Clubes da UEFA: 2022[68]
- Troféu Pichichi: 2021–22[69]
- Ballon d'Or: 2022
- Globe Soccer Awards: 2022
- Seleção Francesa de Todos os Tempos (Time C) - IFFHS[70]
- Melhor Jogador do Campeonato Saudita: 2024–25[71]

### Coletivos
- Time do Ano da European Sports Media: 2020–21[72] e 2021–22
- Time do Ano do L'Équipe: 2020[73] e 2021[74]
- Equipe Mundial do Ano da IFFHS: 2022 [75]
- FIFPro World XI: 2022 [76]
- EA Sports: Time do Ano do FIFA 23[77]

### Torneios
- Revelação da Ligue 1: 2005–06[carece de fontes?]
- Jogador do Mês da Ligue 1: janeiro de 2008 e abril de 2008[carece de fontes?]
- Equipe ideal da Ligue 1: 2007–08[carece de fontes?]
- Melhor jogador da Ligue 1: 2007–08[carece de fontes?]
- Jogador do Mês da La Liga: outubro de 2014, junho de 2020,[78] março de 2021[79] e setembro de 2021[80]
- Equipe Ideal da La Liga: 2018–19,[81] 2019–20, 2020–21 e 2021–22[82][83][84]
- Equipe ideal da Liga dos Campeões da UEFA: 2020–21[85] e 2021–22[86]
- Melhor Jogador da final da Liga das Nações da UEFA: 2020–21[87]
- Melhor jogador da Liga dos Campeões da UEFA: 2021–22[88]

### Artilharias
- Ligue 1 de 2007–08 (20 gols)[89]
- Copa da França de 2007–08 (6 gols)[90]
- Supercopa da Espanha de 2021–22 (2 gols)[carece de fontes?]
- La Liga de 2021–22 (27 gols)[91]
- Liga dos Campeões da UEFA de 2021–22 (15 gols)[92]
- Supercopa da UEFA de 2022 (1 gol)
- Supercopa da Espanha de 2022–23 (2 gols)
- Copa do Mundo de Clubes da FIFA de 2023 (2 gols)